# Krčmar
Krčmar (em cirílico: Крчмар) é uma vila da Sérvia localizada no município de Mionica, pertencente ao distrito de Kolubara, na região de Kolubara Podgorina. A sua população era de 330 habitantes segundo o censo de 2011.

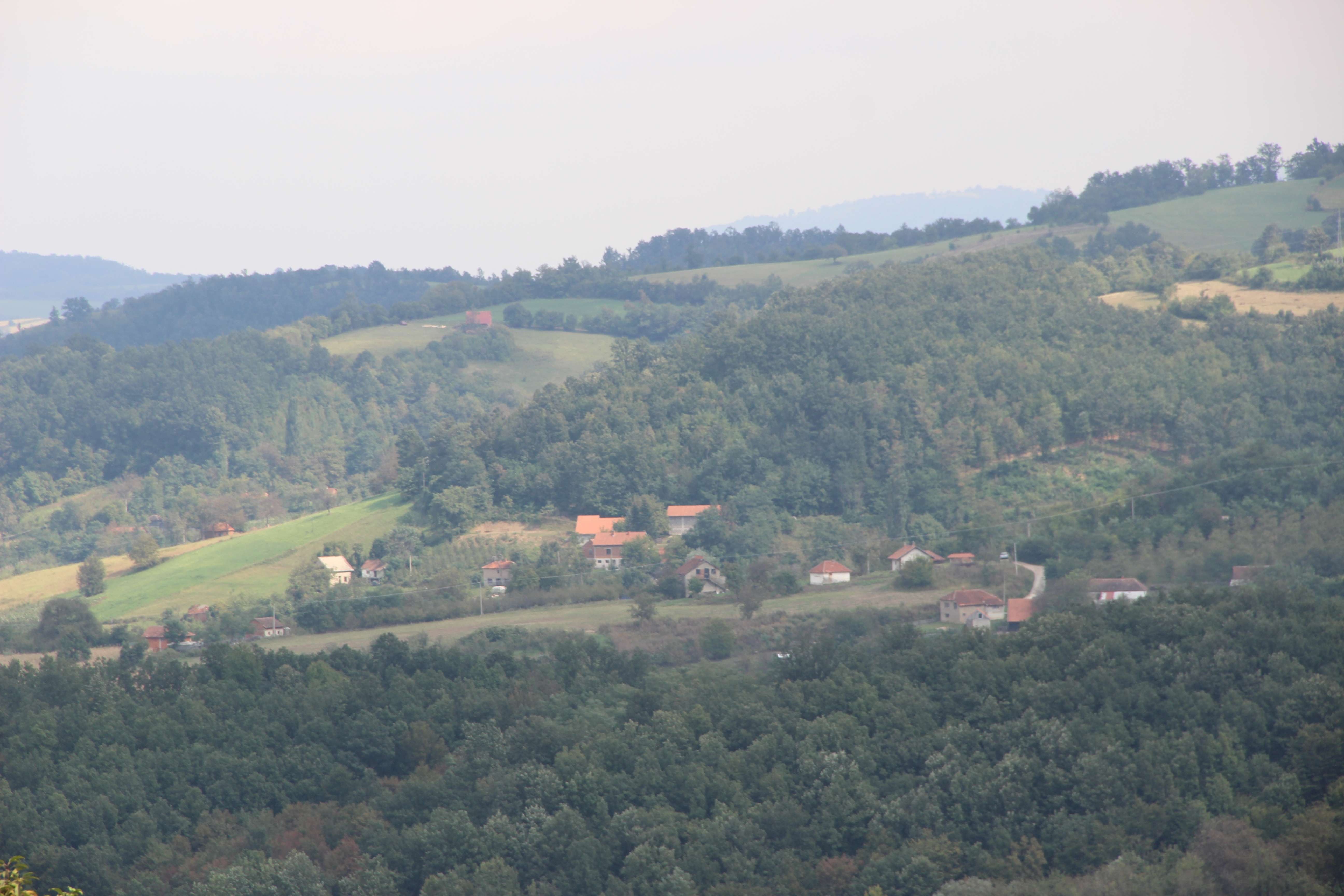
Krčmar - panorama
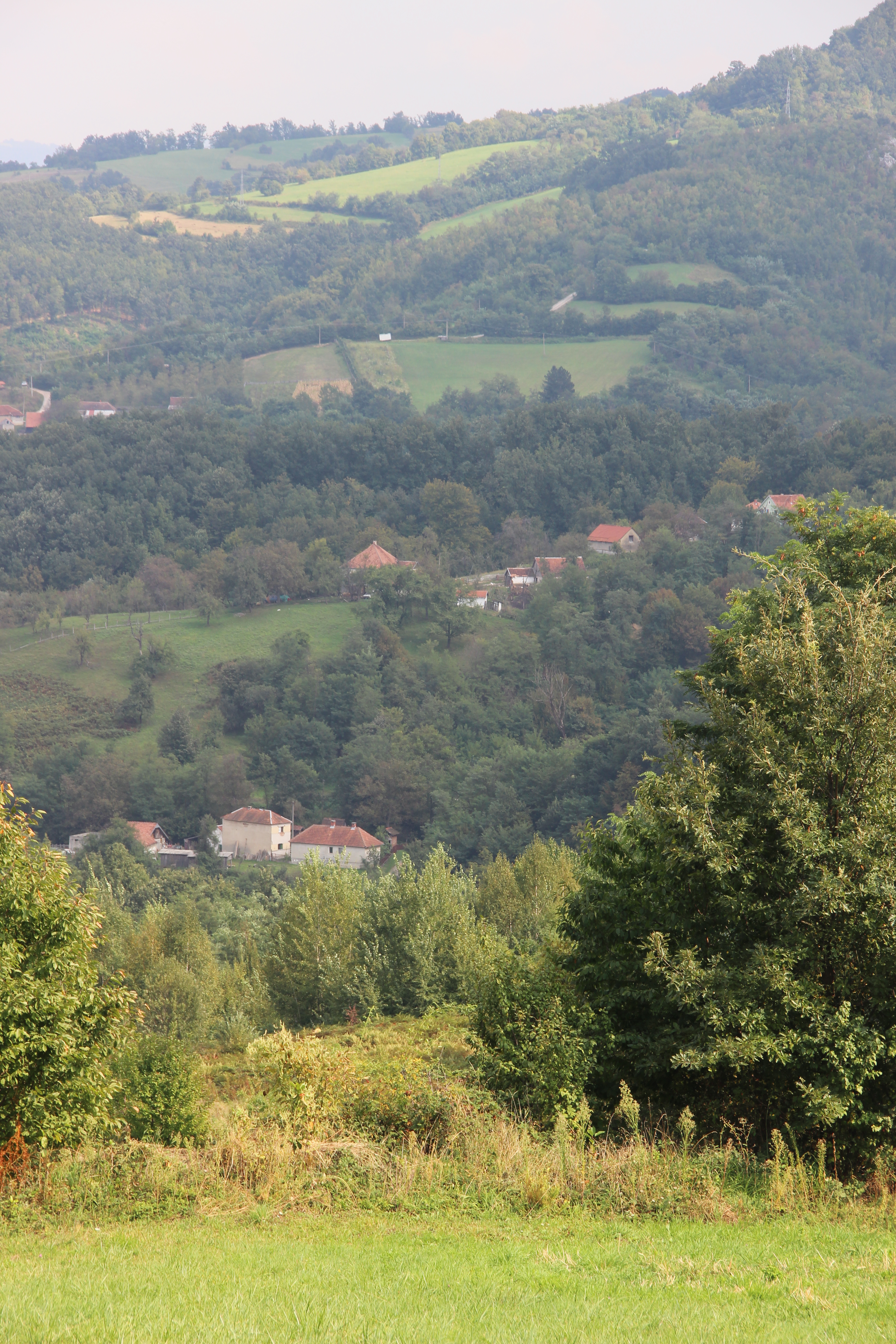
Krčmar - panorama
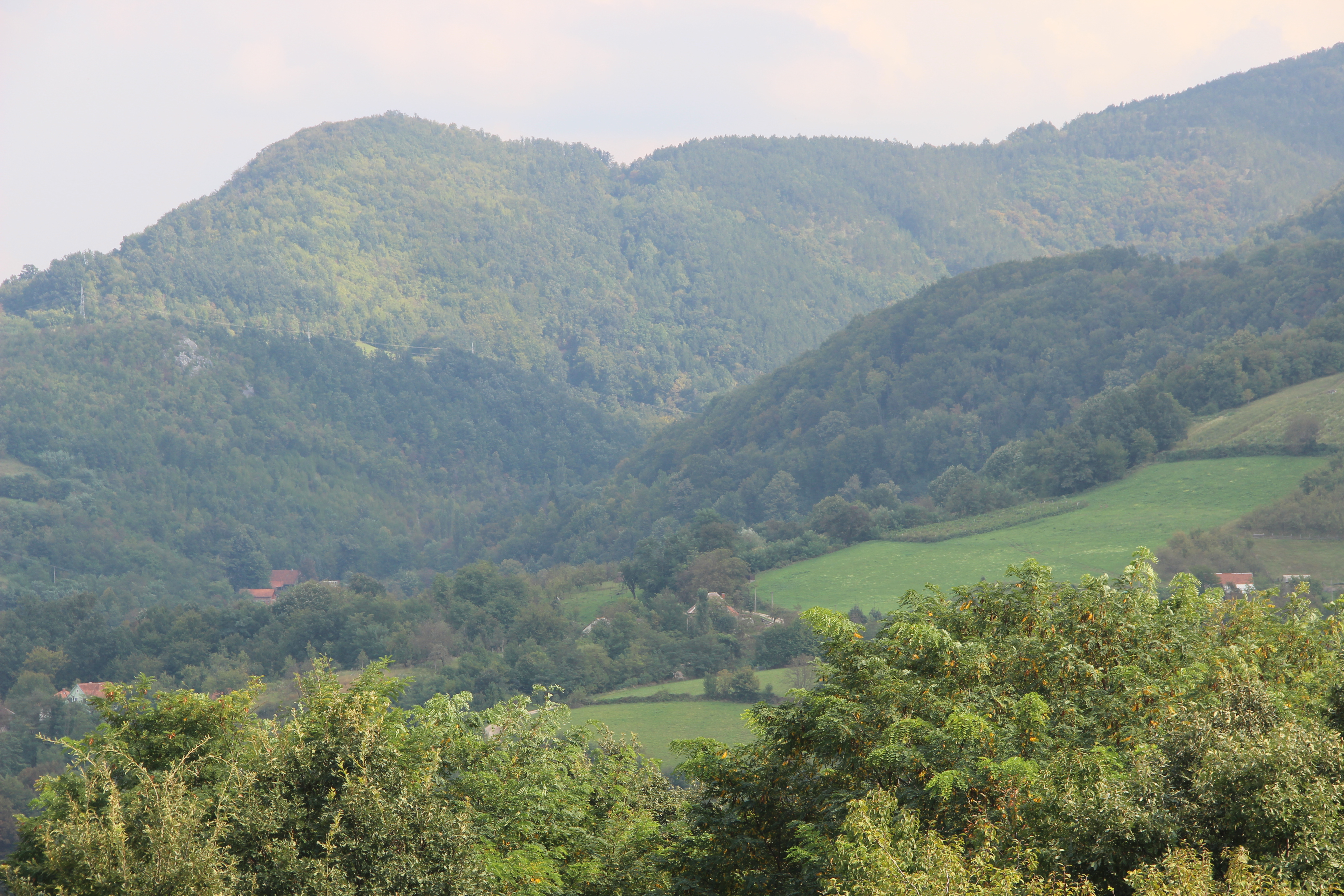
Krčmar - panorama
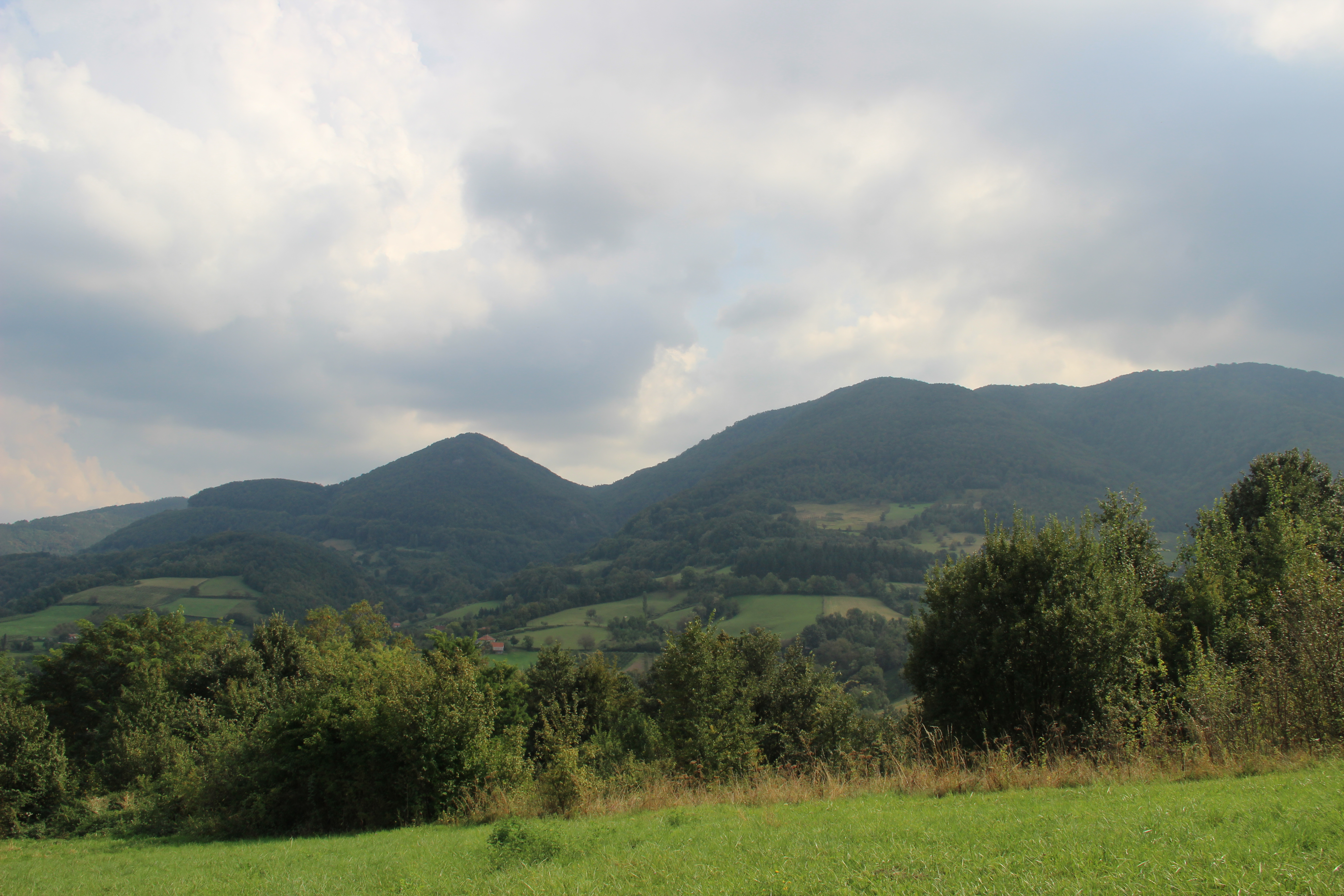
Krčmar - panorama
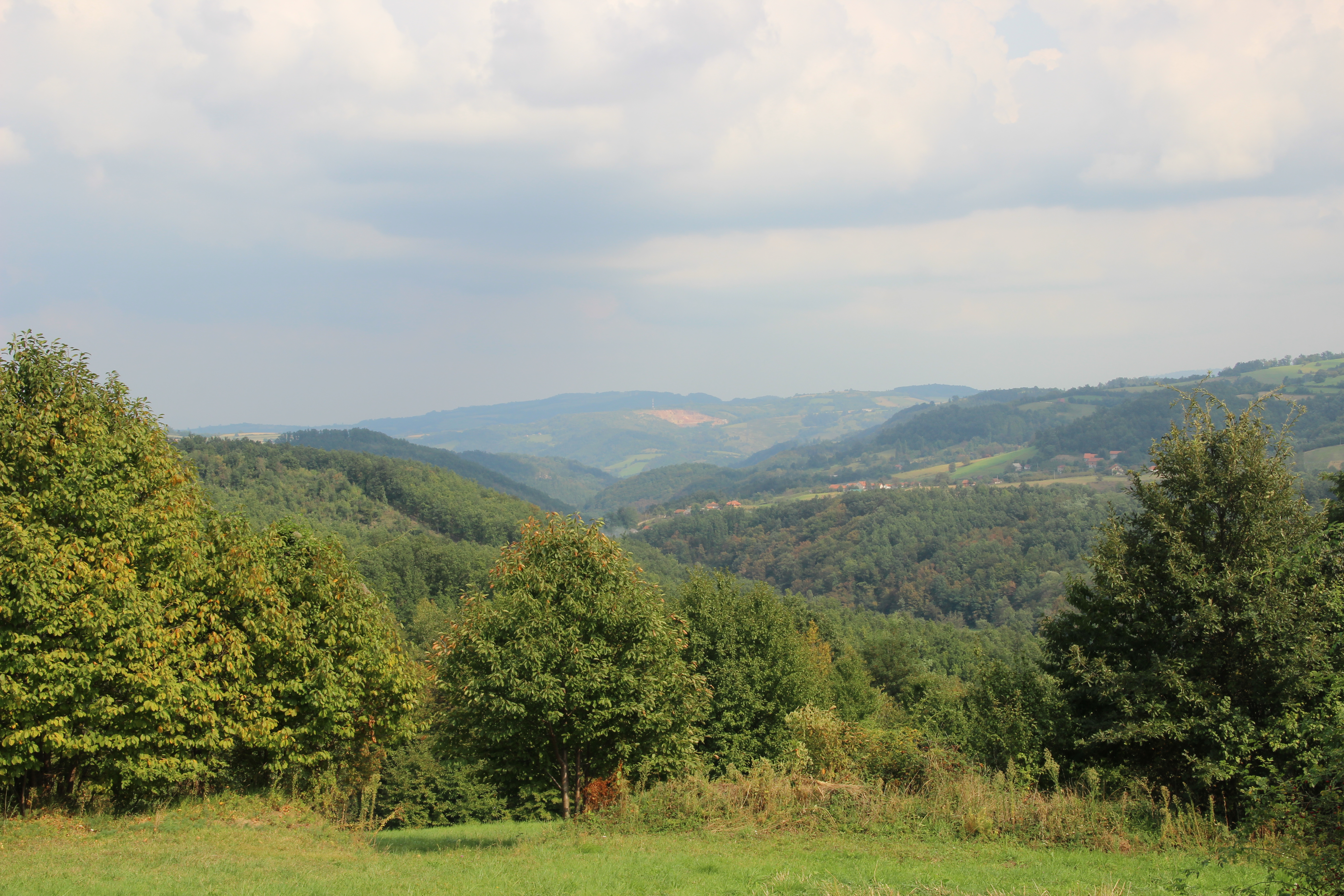
Krčmar - panorama
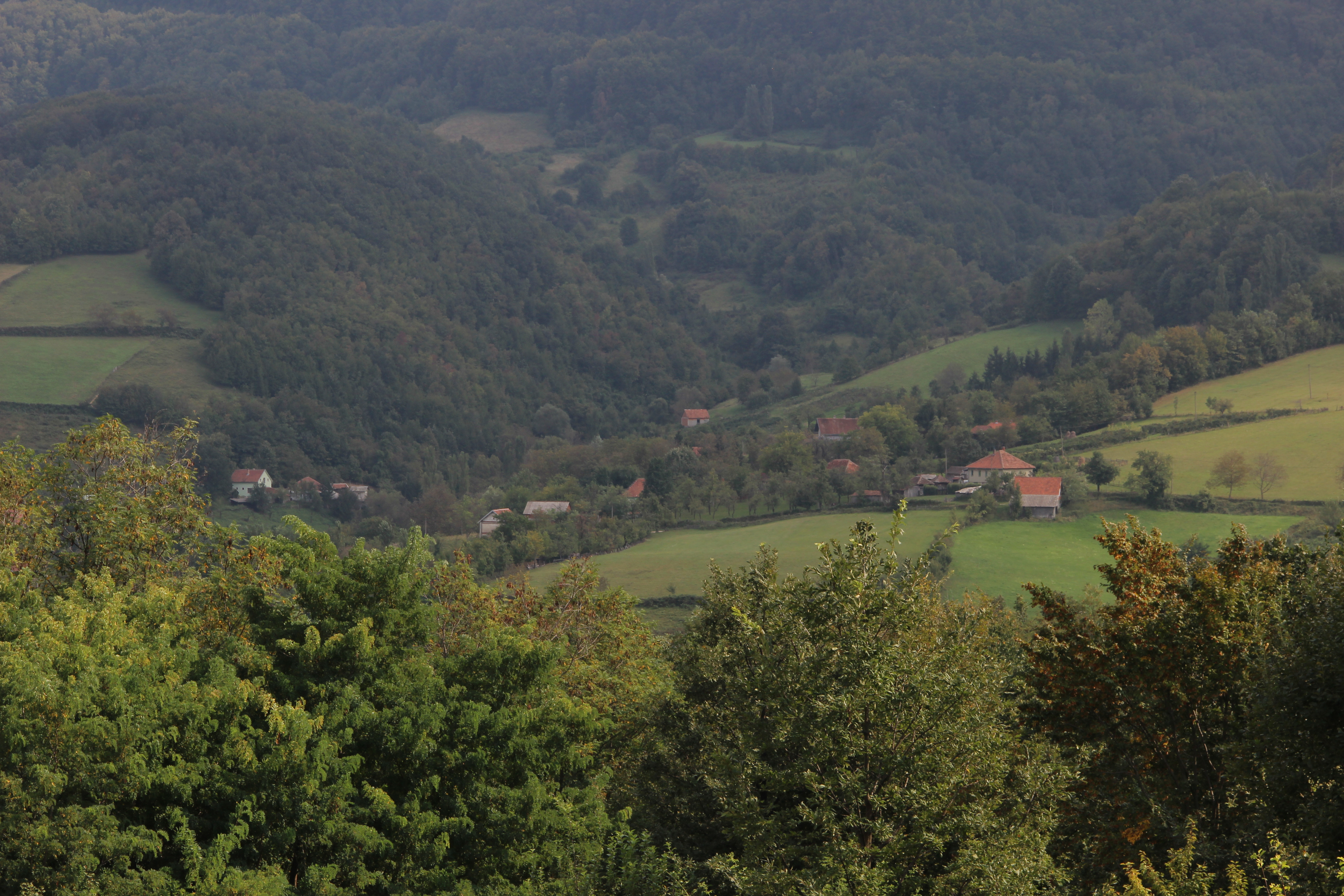
Krčmar - panorama

## Demografia
| 1948 | 1953 | 1961 | 1971 | 1981 | 1991 | 2002 | 2011 |
| ---- | ---- | ---- | ---- | ---- | ---- | ---- | ---- |
| 747  | 807  | 829  | 716  | 645  | 545  | 485  | 330  |